# مغان (كاشمر)
مغان هي قرية في مقاطعة كاشمر، إيران. عدد سكان هذه القرية هو 1,978 في سنة 2006.